# Loïc Nestor
Loïc Nestor (Pointe-à-Pitre, 20 maggio 1989) è un calciatore francese, difensore del Grenoble.